# Vioolsonate nr. 2 (Nielsen)
Carl Nielsen componeerde zijn Vioolsonate nr. 2 gedurende 1912. In eerste instantie was het bedoeling een sonate op te leveren in de toonaard g-mineur, maar geen der delen is in die toonsoort gecomponeerd; de componist heeft daarom de toonsoortaanduiding laten vervallen. Op de première ging het op een ander vlak mis; de sonate was bedoeld voor Peder Møller, maar die was ziek ; de première werd daarom gespeeld door Axel Gade, zoon van componist Niels Gade. Begeleider was pianist Henrik Knudsen, vriend van de componist. (Peder Møller gaf de première van het vioolconcert van de componist).
De vioolsonate werd net zo ontvangen als zijn eerste vioolsonate. Alhoewel veel lichter van klank dan die eerste hadden de muziekrecensenten het er moeilijk mee om al na één uitvoering hun mening te geven. Het muziekklimaat in Denemarken was nog behoudend en daarvoor bevatte het werkje te veel nieuwigheden. Dat men er moeite mee had, blijkt mede uit het feit dat de uitgever van Nielsen, Wilhelm Hansen het pas in 1919 uitgaf, vandaar het vrij hoge opus en FS nummer ten opzichte van het jaar van componeren. Toen werd het werk wat meer geaccepteerd, door onder meer uitvoeringen van de schoonzoon van de componist: Emil Telmányi.

## Delen
1. Allegro con tiepidezze
2. Molto adagio
3. Allegro piacevole

## Bron en discografie
- Uitgave Dacapo : Jos Gjesme (viool) en Jens Elvekjaer (piano)